# Congrès du Parlement français
Der Congrès du Parlement (französisch für „Kongress des Parlaments“) ist die Versammlung der beiden Kammern des französischen Parlaments, der Nationalversammlung (Assemblée nationale) und des Senats (Sénat) nach der Verfassung der Fünften Republik. Der Congrès du Parlement wird nur für besondere Anlässe einberufen: Abstimmungen über Verfassungsänderungen, Ansprachen des Staatspräsidenten und Abstimmungen über die Aufnahme eines neuen Mitgliedsstaates zur Europäischen Union.
In der Dritten und Vierten Republik kamen beide Kammern des französischen Parlaments zusammen, um den Staatspräsidenten zu wählen (vergleichbar mit der deutschen Bundesversammlung) – auch wenn offiziell der Begriff „Congrès du Parlement“ nicht verwendet wurde. Seit der Verfassungsreform der Fünften Republik am 23. Februar 2007 können sich die beiden Kammern versammeln, um den Staatspräsidenten seines Amtes zu entheben – diese Versammlung trägt jedoch die Bezeichnung „Haute Cour“ (Oberstes Gericht).
Bei Einberufung eines Congrès du Parlament findet dieser üblicherweise im Salle du Congrès im Schloss von Versailles außerhalb von Paris statt.

## Aufgaben innerhalb der Fünften Republik

### Verfassungsänderungen
Laut Artikel 89 der Verfassung der Fünften Republik sind Verfassungsänderungen vom Kongress zu entscheiden, falls der Präsident sich entschließt keinen Volksentscheid einzuberufen. Der Änderungsentwurf gilt als angenommen, wenn sich eine Mehrheit von drei Fünfteln der abgegebenen Stimmen dafür ausspricht.
Seit 1958 entschied der Kongress in 16 Sitzungen über 24 Verfassungsänderungen, davon nahm der Kongress 21 an. Lediglich die Neuregelung der Wahl des Staatspräsidenten (im Jahr 1962) und die Verkürzung der Amtszeit des Staatspräsidenten auf fünf Jahre (2000) wurde per Volksentscheid entschieden.

### Ansprachen des Staatspräsidenten
Seit der Verfassungsänderungen vom 23. Juli 2008 kann der Staatspräsident den Kongress einberufen, um eine Rede vor beiden Kammern des Parlaments zu halten. Der Kongress kann die Rede – auch in Abwesenheit des Präsidenten – diskutieren, jedoch nicht darüber abstimmen.

### Aufnahme eines Mitgliedsstaates zur Europäischen Union
Nach der Verfassungsänderung vom 1. März 2005, war es notwendig, dass das französische Volk über jedes Gesetz zur Aufnahme eines weiteren Staates zur Europäischen Union in einem Volksentscheid entscheiden musste. Nach der Verfassungsänderung vom 23. Juli 2008 wurde die Möglichkeit eines Referendums weiterhin möglich gelassen, jedoch die Grundregel eingeführt, dass der Kongress die Aufnahme eines Mitgliedsstaates zur Europäischen Union mit einer Stimmenmehrheit von drei Fünfteln beschließen muss.

## Organisation
Nach Artikel 89 der Verfassung heißt es „Das Präsidium der Nationalversammlung ist das Präsidium des Kongresses.“. Der Präsident des Kongress ist mit der internen und externen Organisation der Arbeitsfähigkeit des Kongress betraut. Das schließt unter anderem die Einberufung und die Leitungen der Sitzungen mit ein.
Der Kongress kann bei Verfassungsänderungen und Abstimmungen über die Aufnahme neuer EU-Mitgliedsstaaten zwar eine Aussprache halten, kann jedoch keine Änderungen an den Abstimmungstexten vornehmen. Der Kongress kann lediglich dafür oder dagegen abstimmen. Die Abstimmungen sind öffentlich.
Bei einer Sitzung des Kongress sitzen die Abgeordneten der beiden Kammern des Parlaments nicht nach Parteien (wie bei Sitzungen der beiden Kammern üblich), sondern nach der alphabetischen Reihenfolge ihrer Nachnamen.

## Sitzungen des Congrès du Parlement in der Fünften Republik
Seit der Einführung der Fünften Französischen Republik, fand sich der Kongress 20 Mal ein. 17 Male waren Verfassungsänderungen der Anlass.

### Verfassungsänderungen
1. 20. Dezember 1963
2. 21. Oktober 1974
3. 14. Juni 1976
4. 23. Juni 1992
5. 19. Juli 1993
6. 19. November 1993
7. 31. Juli 1995
8. 19. Februar 1996
9. 6. Juli 1998
10. 18. Januar 1999
11. 28. Juni 1999
12. 17. März 2003
13. 28. Februar 2005
14. 19. Februar 2007
15. 4. Februar 2008
16. 21. Juli 2008
17. 4. März 2024

### Ansprachen des Staatspräsidenten
1. 22. Juni 2009 – Rede des Staatspräsidenten Nicolas Sarkozy
2. 16. November 2015 – Rede des Staatspräsidenten François Hollande anlässlich der Terroranschläge vom 13. November 2015 in Paris
3. 3. Juli 2017 – Rede des Staatspräsidenten Emmanuel Macron